# Nomopyle peruviana
Nomopyle peruviana är en tvåhjärtbladig växtart som först beskrevs av Wiehler, och fick sitt nu gällande namn av Roalson och Boggan. Nomopyle peruviana ingår i släktet Nomopyle och familjen Gesneriaceae. Inga underarter finns listade i Catalogue of Life.